# Muhammad VII al-Munsif
Muhammad VII al-Munsif conocido por los franceses como Moncef Bey (árabe محمد المنصف باي الحسيني), Túnez, 4 de marzo de 1881 - Pau (Francia), 1 de septiembre de 1948) fue bey de Túnez de la dinastía husaynita de Túnez, de 1942 a 1943. Era el hijo mayor del bey Muhammad V al-Nasir. Antes de su subida al trono, se destacó apoyando al Destur en los acontecimientos de abril de 1922 y consiguió que miembros destacados del movimiento fueran recibidos por su padre Muhammad V al-Nasir. 
Fue declarado príncipe heredero el 30 de abril de 1942, tras la muerte sucesiva de dos prínicpes herederos hijos de Muhammad IV al-Hadi (Muhammad al-Tahir y Muhammad al-Bashir), y sucedió a su primo Ahmad II ibn Ali cuando murió el 19 de junio siguiente. Cuando subió al trono dejó claro sus preferencias por las ideas del Neo Destur y logró de facto la dirección del movimiento nacionalista, ya que Burguiba había sido exiliado en Francia en 1940 y más tarde enviado a Italia (esperando que pudiera ser utilizado para dividir los apoyos de los aliados en África del norte) y no había quedado líder nacionalista relevante en el país.

## Biografía

### Reformismo

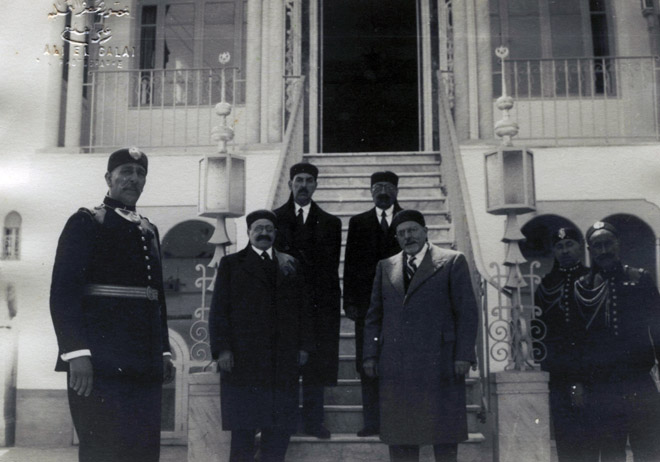
Gobierno de Lakhoua en el Palacio de La Marsa (1942).

Inmediatamente el bey Muhammad, por medio de su primer ministro Hédi Lakhoua presentó una serie de reivindicaciones al gobierno de Philippe Pétain, en dirección de una mejor representación política de los tunecinos (2 de agosto de 1942): creación de un consejo consultivo legislativo donde todas las capas de la sociedad tunecina fueran representadas; igualdad en el tratamiento de los funcionarios franceses y tunecinos incluyendo la abolición del tercio colonial por el que los funcionarios franceses estaban mejor pagados que los tunecinos; creación de puestos de trabajo para los tunecinos; escolarización obligatoria para todos los tunecinos con enseñanza en árabe como lengua nacional junto al francés; ampliación de las competencias de las instituciones judiciales tunecinas; implicación nacional en el control del presupuesto del estado, y nacionalización de las empresas de interés general como las de electricidad o transporte. 
El 8 de agosto de 1942 Habib Burguiba lanzó un llamamiento a dar soporte a los aliados, al considerar a los franceses unos explotadores del país pero no unos exterminadores como los fascistas. Y en concordancia, con Burguiba, el bey proclamó la neutralidad del país en la guerra, lo que era equivalente a estar contra el gobierno de Vichy. Afirmó que deseaba el fortalecimiento y la soberanía de Túnez junto con la soberanía francesa. Al mismo tiempo, se articula su rechazo a la aplicación de las leyes de Vichy en contra de la comunidad judía , que había sido aprobada por Ahmad II ibn Ali.

### Enfrentamiento con el almirante Esteva

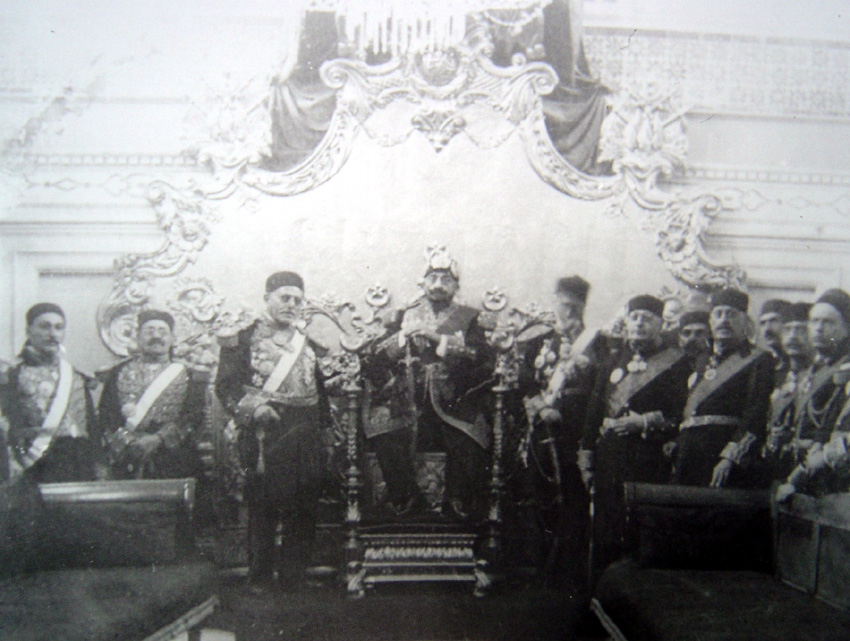
Muhammad VII reunido conpríncipes y ministros.

El 12 de octubre en una ceremonia en el Palacio de Aïd el-Fitr de la Marsa, el bey expresó su desencanto porque ningún tunecino estaba entre los jefes de la administración llegados con el residente general almirante Jean-Pierre Esteva, que respondió que solo los franceses eran aptos para los puestos de mando. 
Muhammad VII reaccionó enviando un telegrama al mariscal Philippe Pétain, jefe del gobierno de Vichy, donde exigía el cese de Esteva que no se produjo. La tensión aumentó entre el bey y el residente. El soberano reconoce mientras al cónsul general de los Estados Unidos Hooker Doolittle.
Las tropas italoalemanas desembarcaron en Túnez el 19 de noviembre y la lucha con las fuerzas británicas y americanas transformó al país en un campo de batalla. Muhammad VII en estas circunstancias, rehusó la oferta de los italianos de acceder a la independencia a cambio de la participación de Túnez en la guerra junto a las Potencias del Eje en la Segunda Guerra Mundial.

### Dimisión del gobierno Lakhoua
En el consejo de ministros de finales de diciembre de 1942, se produjo un incidente entre el residente general Jean Pierre Esteva y el ministro de Justicia Si Abdeljelil Zaouche, que había hecho algunas reservas en relación con la atribución de créditos para la gendarmería. El almirante Esteva se enfrentó al ministro del bey y declaró que no podía admitir ningún reproche contra la gendarmería nacional que era un cuerpo de elite (pero que los tunecinos veían como el cuerpo que sustituía progresivamente la soberanía nacional por la francesa). Cuando el bey se enteró hizo dimitir a todos los ministros alegando que debía entrar gente más joven y competente. En enero de 1943 el bey nombró nuevo primer ministro a M'hamed Chenik en un gabinete con gente del Neo Destur como Mahmoud Materi y Salah Farhat.

### Exilio

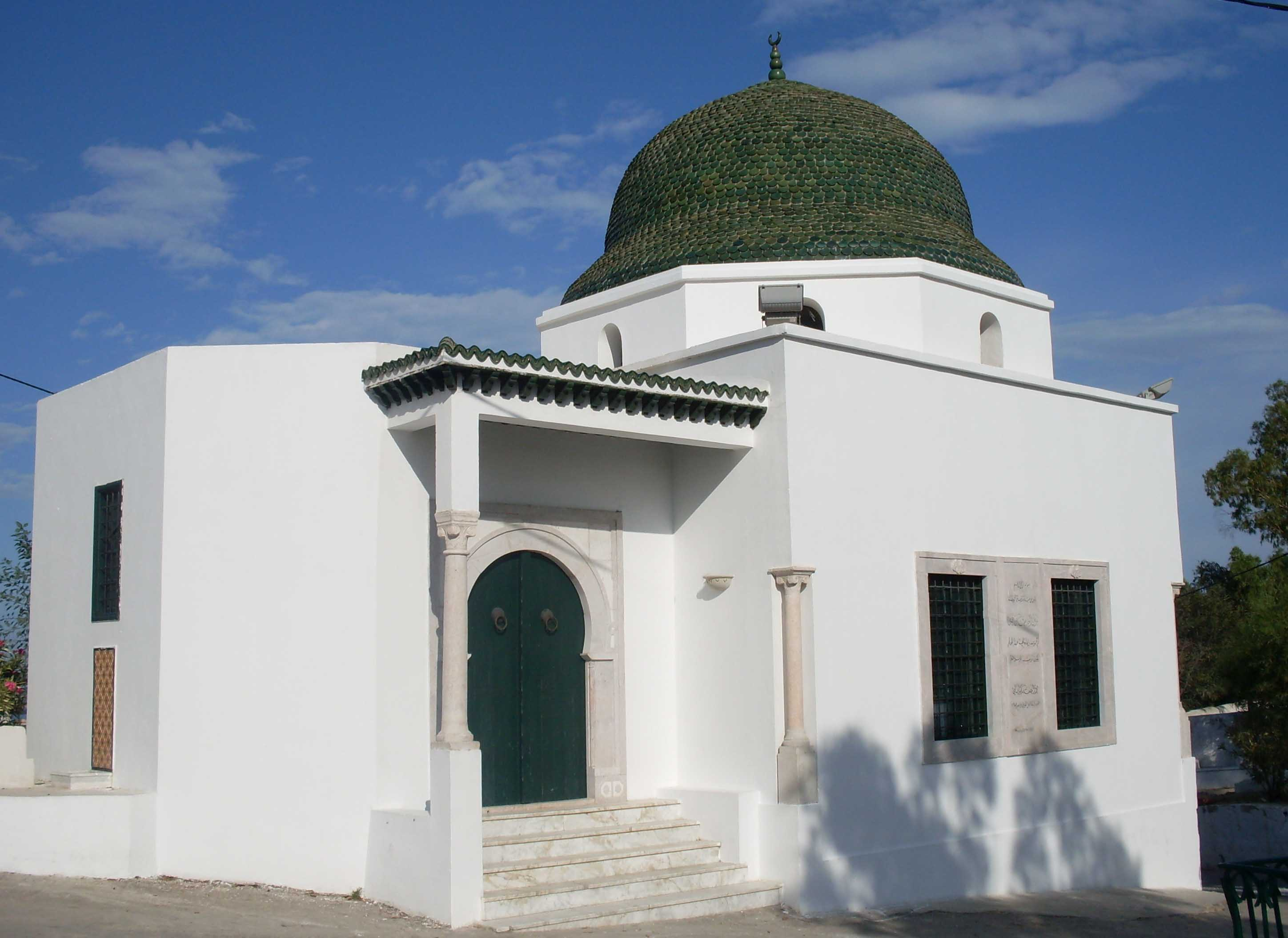
Mausoleo de Muhammad VII al-Munsif en el cementerio de Djellaz.

Cuando los aliados entraron en Túnez, vieron al bey como un elemento hostil, más por su nacionalismo que por haber colaborado con el régimen de Vichy. El 13 de mayo de 1943 bajo órdenes de los generales Henri Giraud y Alphonse Juin, representantes de las Fuerzas francesas libres, se le pidió abdicar que no aceptó, y el día 14 se informó de la decisión de destituirlo que se produjo de hecho el día 15. Formalmente abdicó el 6 de julio. Fue enviado al exilio en Ténès, en Argelia, y después marchó a Pau donde residió hasta su muerte el 1 de septiembre de 1948. 

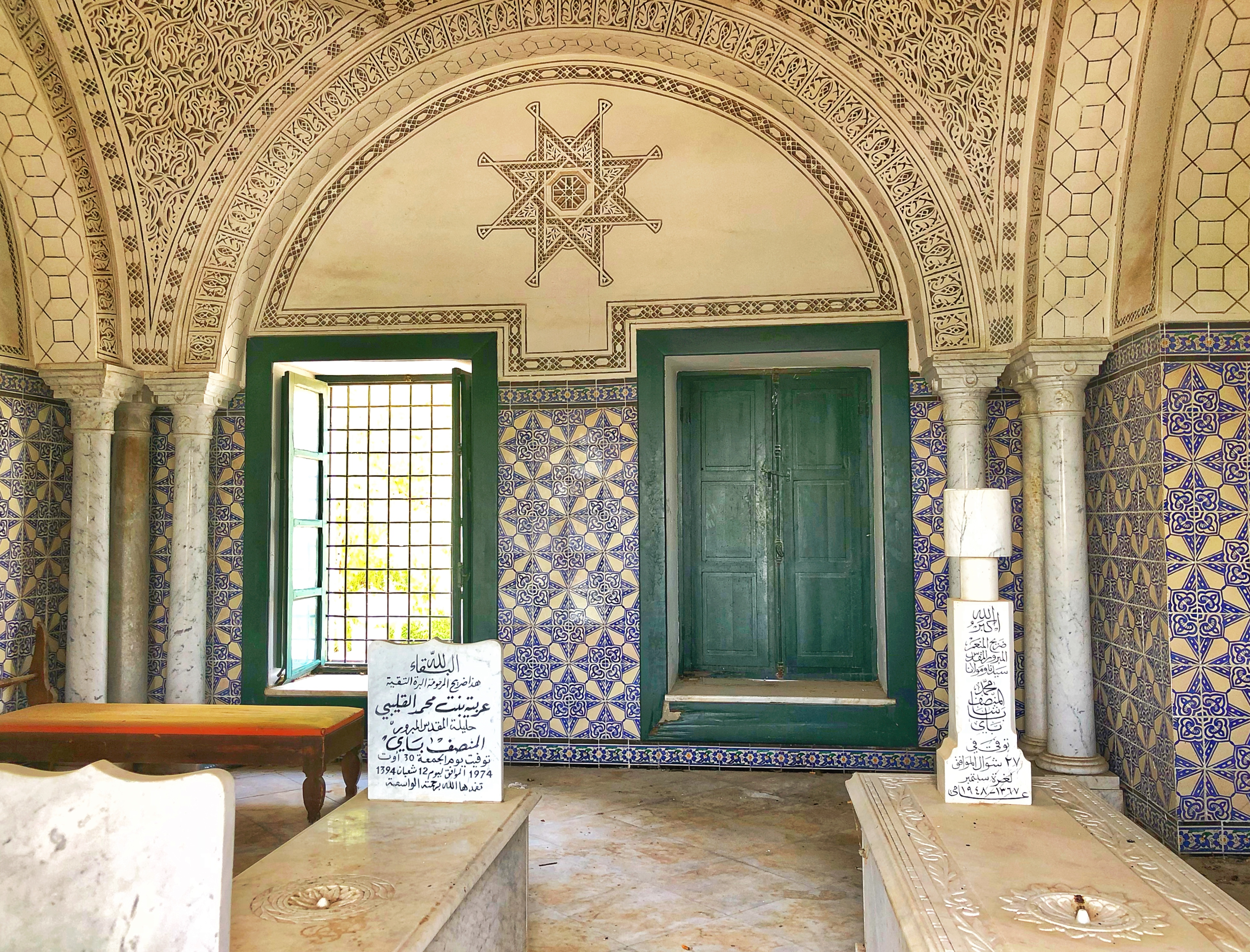
Tumba de Muhammad VII al-Munsif en el cementerio de Djellaz.

Sus restos fueron repatriados, con los honores de un mártir, y enterrado en el cementerio de Djellaz en Túnez, contrariamente a la mayoría de los soberanos anteriores que se encuentran en el mausoleo de Tourbet El Bey situado en la medina de Túnez. Muhammad VII, es ahora reconocido como uno de los principales partidarios del movimiento nacionalista que condujo a la independencia de Túnez. Además, su corto reinado se caracterizó por la lucha contra la corrupción y la protección de los judíos perseguidos. 
Le sucedió su primo Muhammad VIII al-Amin, hijo de Muhammad VI al-Habib.

## Vida privada
Se casó en 1900 con una de sus primas, la princesa (Lalla) Traki (fallecida en 1919) con la que tuvo cuatro hijos: 
- Príncipe Salaheddine Bey (1902-1938)
- Príncipe Mohammed Raouf Bey (1903-1977)
- Príncipe Omar Bey (1904-1938)
- Princesa (Lalla) Farida (1911 -)

En segundas nupcias se casó con Lalla Zoubaida de la que se divorció pronto, y después con otra prima, Lalla Habiba (1888-1969), de la que se divorció en 1942, y su cuarta y última esposa (agosto de 1942) fue Lalla Arbiya (fallecida en 1974) que le acompañó en el exilio.
| Predecesor: Ahmad II ibn Ali | Túnez Bey de Túnez Muhammad VII al-Munsif 1942 - 1943 | Sucesor: Muhammad VIII al-Amin |